# Lusanga
Lusanga (anciennement Leverville), est une localité du territoire de Bulungu dans la province du Kwilu, situé sur la rive gauche du Kwilu (rivière) là où elle reçoit les eaux de la Kwenge. A 570 kilomètres à l’est de Kinshasa la localité est connectée à la ville de Kikwit par la route nationale 1 qui la traverse.

## Histoire
À l’époque coloniale du Congo belge un simple village devient ‘ville’ lorsque l’anglais William H.Lever crée, en 1911, les ‘Huileries du Congo belge’ [HCB], nouvelle filiale de 'Lever Brothers' , pour y exploiter les cinq concessions obtenues du gouvernement belge pour exploiter l’huile des palmiers sauvages La société loue ces zones jusqu’en 1944 et y établit des plantations. La plus grande de ces concessions (280 000 ha) est formée par le cercle d’un rayon de 50 km ayant à son centre: Lusanga. Ce village, où s’est installé le siège local des HCB, est alors rebaptisé 'Leverville'. Centre de production d’huile de palme Leverville abritait l’une des douze usines d’huile de palme de la concession. La ville se développe de manière typiquement coloniale, avec exploitation des travailleurs et travail forcé, malgré la présence des missionnaires (Fernand Allard et d’autres) qui y fondent une mission en 1915. En 1931, il y eut même, à Leverville, un rare soulèvement populaire des Pende de la province du Kwilu.
Après l’indépendance du pays (1960), la coercition prend fin. La société devient ‘Plantations Lever au Congo’. La production d’huile de palme doit faire face à des rendements plus faibles et à la concurrence asiatique. La nationalisation des HCB, en 1973, sous Mobutu conduit à une situation catastrophique. Leverville redevient Lusanga.
Quatre ans plus tard (1977), 'Unilever' récupère son ancienne filiale, mais elle ne se relève jamais entièrement et, en 2009, la société est vendue. Les installations sont abandonnées. Lusanga, petite ville d’environ 15 000 habitants, est abandonnée: sans électricité, sans eau courante ni magasins. Pour les services de base, les habitants dépendent de Kikwit, à 45 km de distance.
À la fin des années 2010, la société Strategos Plantations s'est installée sur le site et y a implanté une minoterie pour la production de farine de maïs d'une capacité de production de 4000 t/an .

## Personnalité
- Le missionnaire jésuite Fernand Allard y a travaillé de 1915 à 1921.
- Le Cercle d'art des travailleurs de plantation congolaise créé en 2014.

## Note
1. ↑  La ‘Lever Brother’ deviendra plus tard la multinationale anglo-néerlandaise Unilever
2. ↑  Henri Nicolaï, Le Congo et l'huile de palme. Un siècle. Un cycle ?, dans Belgeo, 2013, N°4. DOI 10.4000/belgeo.11772
3. ↑  Mgr Sylvain van Hee, vicaire apostolique du Kwango ira dans les années 1920 à Londres rendre visite à Lord William H. Lever pour y obtenir son engagement actif dans des projets socio-éducatifs de Leverville
4. ↑  RDC: à Lusanga, les fantômes d'Unilever au Congo-Zaïre, lexpress.fr, 30 april 2017